# Ордекголу
Ордекголу (тур. Ördekgölü) је насељено место у округу Полатли у вилајету Анкара, Турска. Према попису из 2020. било је 124 становника.
Оредкголу већински настањују Бошњаци, чији су се преци доселили крајем 19. века из Босанске крајине, Сарајева, Травника и Бање Луке. Поред Бошњака, у селу живе Лази, Курди и Грузини.